# Antennopsis gallica
Antennopsis gallica är en svampart som beskrevs av R. Heim & Buchli ex R. Heim 1952. Antennopsis gallica ingår i släktet Antennopsis, divisionen sporsäcksvampar och riket svampar.   Inga underarter finns listade i Catalogue of Life.